# Tanytarsus telmaticus
Tanytarsus telmaticus är en tvåvingeart som beskrevs av Carl Johan Lindeberg 1959. Tanytarsus telmaticus ingår i släktet Tanytarsus och familjen fjädermyggor. Arten är reproducerande i Sverige. Inga underarter finns listade i Catalogue of Life.